# Галерея Фаркаша
Галере́я Фа́ркаша (ивр. גלריית פרקש‎, англ. Farkash Gallery) является крупнейшей в мире коллекцией исторических израильских плакатов. В экспозиции представлены плакаты, созданные в различные исторические периоды государства Израиль, начиная со времён Ишува и по сей день. Коллекция была основана в 1948 году семьёй Фаркаш и находится в Старом Яффо в Тель-Авиве (Израиль). В настоящее время галереей Фаркаша управляет Аарон Фаркаш.
В коллекции представлены также военные плакаты, политические плакаты, рекламные плакаты для киноиндустрии.